# Финансовый капитал
Финансовый капитал (также известный как капитал или собственный капитал в финансах, бухгалтерском учёте и экономике) — любой экономический ресурс в денежном выражении, на который субъектами хозяйственной (предпринимательской) деятельности приобретается всё необходимое для производства продукции или предоставления услуг. Чаще всего финансовый капитал — это нераспределенная прибыль, сформированная в рамках отдельной организации, или средства, предоставленные предприятиям кредиторами (и инвесторами) для приобретения ими средств производства или услуг для производства новых товаров и/или услуг.
Напротив, реальный капитал включает в себя физические объекты (сырьё, оборудование, сооружения), которые используют в производстве других товаров и услуг, например, лопаты для могильщиков, швейные машины для портных или машины и инструменты на фабриках.

## Концепции капитала в соответствии с МСФО
Термин финансовый капитал как правило применяется по отношению к накопленному финансовому богатству, особенно такому, которое используется для основания или поддержания бизнеса. В соответствии с финансовыми концепциями капитала, такими как инвестированные денежные средства или инвестированная покупательная способность, капитал тождественен терминам чистых активовов или собственного капитала предприятия. В соответствии с физической концепцией капитала, капитал рассматривается как производственная мощность предприятия, основанная, например, на единицах выпуска продукции в день.
Финансовый капитал может измеряться либо в номинальных денежных единицах, либо в единицах постоянной покупательной способности. Соответственно, существует три концепции капитала с точки зрения Международных стандартов финансовой отчетности (МСФО):
1. Физический капитал;
2. Финансовый капитал в номинальных денежных единицах;
3. Финансовый капитал в единицах постоянной покупательной способности.

Финансовый капитал предоставляется кредиторами за определённую цену — процентные выплаты. Также, для более подробного анализа финансового капитала необходимо учитывать стоимость денег с учётом фактора времени. Более того, финансовый капитал — это любое ликвидное средство или ликвидный механизм, который представляет богатство или другие виды капитала. Однако обычно он представляет собой покупательную способность в форме денежных средств, доступных для производства или покупки товаров и прочего. Капитал также может быть сформирован путём производства и последующего накопления излишков.
Кроме того, финансовый капитал также может быть в форме купленных предметов, таких как компьютеры или книги, которые могут прямо или косвенно способствовать приобретению прочих видов капитала. Некоторые учёные подразделяют финансовый капитал на «экономический» или «производственный капитал», необходимый для осуществления хозяйственной деятельности, сигнализирующий капитал, который сигнализирует акционерам о финансовой устойчивости компании, и регулятивный (нормативный) капитал, который соответствует требованиям к капиталу